# Sérgio Cabral Filho
Sérgio de Oliveira Cabral Santos Filho (Rio de Janeiro, 27 gennaio 1963) è un politico e giornalista brasiliano, ex membro del Movimento Democratico Brasiliano (MDB). È stato deputato statale per tre mandati, dal 1991 al 2003, e senatore dal 2003 al 2006. Successivamente è stato governatore di Rio de Janeiro, con un mandato dal 1º gennaio 2007 al 3 aprile 2014, quando si è dimesso dall'incarico.
È stato considerato dalla rivista  Época  uno dei 100 brasiliani più influenti nel 2009.
Nel 2016 è stato arrestato nell'operazione Lava Jato ed è diventato un imputato per corruzione passiva, riciclaggio di denaro ed evasione valutaria, essendo stato preso di mira dalla Polizia Federale (PF) nelle operazioni Calicute, Eficiência, Fatura Exposta, Mascate, e Unfair Play. Viene in seguito condannato altre 24 volte (di cui 23 derivate da Lava Jato) che superano i 435 anni di reclusione.

## Biografia
Figlio del giornalista e politico Sérgio Cabral, si è formato in giornalismo presso l'UniverCidade di Rio de Janeiro.

### Carriera politica
Ha iniziato la propria carriera politica negli anni '80, militando nel Movimento Democratico Brasiliano e lavorando alla campagna elettorale del padre, che mirava a diventare consigliere municipale di Rio de Janeiro. Il primo incarico politico gli viene assegnato nel 1987, quando viene designato direttore delle attività turistiche dello stato di Rio de Janeiro, nel governo di Moreira Franco.
Viene eletto deputato dell'Assemblea legislativa dello stato fluminense nel 1990 e viene riconfermato nelle elezioni del 1994 e del 1998. All'inizio del secondo mandato viene eletto presidente dell'Assemblea legislativa, incarico che manterrà fino al 2003.
Nel 1992 e nel 1996 si candida con il Partito della Social Democrazia come sindaco della città natale, raggiungendo il secondo turno solo al secondo tentativo.
Dal 2003 al 2007 serve come senatore federale per il proprio stato, dimettendosi per poter assumere l'incarico di governatore.

### Procedimenti giudiziari e controversie
Il 17 novembre 2016 è stato arrestato dalla Polizia Federale nell'ambito dell'operazione Calicute (parte dell'operazione Autolavaggio) per aver illecitamente estorto alla società Odebrecht il 5% su ogni contratto aggiudicato dall'azienda, tra cui quelli per il restauro dello stadio Maracanã e per la ferrovia Coperj. Il 6 dicembre è stata arrestata anche sua moglie, Adriana Ancelmo, e sono state formalizzate le accuse dal pubblico ministero federale: corruzione passiva, formazione di una banda armata e riciclaggio di denaro.
Il 5 luglio 2019 ha confessato di aver pagato una tangente di 2 milioni di dollari nel 2009 per assicurare la vittoria di Rio de Janeiro nella selezione della città organizzatrice dei Giochi della XXXI Olimpiade, accusando gli atleti Aleksandr Popov e Serhij Bubka, che avrebbero intascato la tangente a patto di votare l'ex capitale brasiliana, il presidente del comitato olimpico brasiliano Carlos Nuzman, che sarebbe stato l'intermediario, con la connivenza dell'allora presidente Luiz Inácio Lula da Silva.

#### Condanne
Il 13 giugno 2017 è stato condannato a 14 anni e due mesi di prigione per corruzione passiva e riciclaggio di denaro nell'ambito dell'operazione Autolavaggio.
Il 20 settembre 2017 è stato condannato a 45 anni e due mesi di reclusione per riciclaggio di denaro, corruzione passiva e associazione a delinquere nell'ambito dell'operazione Calicute, che porterà inoltre alla condanna della ex moglie a 18 anni e tre mesi di reclusione.
Nel mese di ottobre dello stesso anno viene condannato ad altri 13 anni per riciclaggio di denaro nell'ambito dell'operazione Mascate, nel mese di dicembre ad altri 15 anni sempre per riciclaggio di denaro e nel marzo 2018 viene condannato ad altri 13 anni e quattro mesi ancora una volta per riciclaggio di denaro.
Il 30 maggio 2018 viene confermata in appello la prima condanna a 14 anni e due mesi.
L'11 settembre dello stesso anno viene condannato ad altri 47 anni e quattro mesi di prigione per i crimini di corruzione, formazione di una banda armata e associazione a delinquere.